# Whiskeytown-Shasta-Trinity National Recreation Area
La Whiskeytown-Shasta-Trinity National Recreation Area est une zone récréative américaine classée National Recreation Area. Créée le 8 novembre 1965, elle protège 996 km2 dans les comtés de Shasta et Trinity, en Californie. Elle est divisée en trois parties, la Whiskeytown Unit étant gérée par le National Park Service tandis que les deux autres le sont par le Service des forêts des États-Unis dans la forêt nationale de Shasta-Trinity.